# Tatiana Shubin
Pour les articles homonymes, voir Shubin.
Tatiana Shubin est une mathématicienne soviétique puis américaine connue pour son travail de développement des cercles mathématiques (en), des structures sociales pour l'enrichissement mathématique des élèves du secondaire, en particulier parmi les Navajos et autres peuples amérindiens. Elle est professeure de mathématiques à l'université d'État de San José en Californie.

## Formation et carrière
Tatiana Shubin est originaire d'Ukraine, fille d'un criminologue et d'une avocate. Lorsqu'elle a dix ans, sa famille déménage à Almaty au Kazakhstan, où son père accepte un poste d'enseignant à l'université, qu'il choisit à cause de l'intérêt de la jeune Tatiana pour l'Asie Centrale. Après avoir participé au concours de mathématiques de Sibérie, elle est invitée dans un pensionnat scientifique spécial à Akademgorodok, mais après y avoir passé la 8e année, ses parents la ramènent à Almaty où elle termine ses études secondaires, à l'âge de 16 ans. Elle étudie pendant cinq ans à l'université d'État de Moscou, y obtenant son diplôme de premier cycle, mais elle en est renvoyée pour non-participation à des activités politiques et obtient à la place une maîtrise à l'Université d'État du Kazakhstan à Almaty. Les discriminations que subit sa famille à cause des origines juives de son père la poussent à rejeter le système soviétique.
Après avoir obtenu une lettre d'invitation venue d'Israël, elle est autorisée à quitter l'Union soviétique, passe neuf mois en Autriche, puis émigre aux États-Unis en 1978, avec le soutien de la Fondation Tolstoï (en). Elle réalise son doctorat à l'université de Californie à Santa Barbara, l'achevant en 1983 puis elle rejoint la faculté de l'Université d'État de San José en tant que maître de conférences en 1985,.

## Cercles mathématiques
Tatiana Shubin est la fondatrice des cercles de mathématiques de San José. Elle a aussi cofondé le premier cercle des professeurs de mathématiques en 2006 et elle est une des chefs de file du réseau du cercle des professeurs de mathématiques qui s'est développé à partir de ce cercle. Elle est cofondatrice du projet Navajo Nation Math Circles en 2012 et directrice de l'Alliance of Indigenous Math Circles.

## Publications
Shubin a coédité plusieurs livres sur les mathématiques :
- Mathematical Adventures for Students and Amateurs (édité avec David F. Hayes, Mathematical Association of America, 2004) [5]
- Expeditions in Mathematics (édité avec Gerald Alexanderson et David F. Hayes, Mathematical Association of America, 2011) [6]
- Inspiring Mathematics: Lessons from the Navajo Nation Math Circles (édité avec Dave Auckly, Bob Klein et Amanda Serenevy, MSRI Mathematical Circles Library 24, Mathematical Sciences Research Institute et American Mathematical Society, 2019) [7]

Son travail de développement des cercles mathématiques parmi les Navajos a été présenté dans le film documentaire Navajo Math Circles (2016), diffusé sur Public Broadcasting Service : « Le projet utilise des outils tels que des dés, des Rubik's Cubes et des puzzles impliquant la culture Navajo traditionnelle pour aider les élèves à découvrir des modèles, à être persévérant et à apprendre les mathématiques dans un environnement sans stress et sans note. »

## Distinctions
Shubin a été la lauréate 2006 du prix pour l'enseignement universitaire ou universitaire distingué des mathématiques de la section d'or (Californie du Nord, Nevada et Hawaï) de la Mathematical Association of America. Elle reçoit en 2017 le prix Mary P. Dolciani (en) de la Mathematical Association of America .
Elle est nommée "Sequoyah Fellow" par l'American Indian Science and Engineering Society (en). Le clan Navajo Todích’íí’nii (Bitter Water) l'a adoptée comme membre.